# Пам'ятник Маркіянові Шашкевичу (Товсте)
Пам'ятник Маркіянові Шашкевичу в Товстому — пам'ятник українському культурному діячеві Маркіяну Шашкевичу в селі Товстому Гримайлівської громади Чортківського району Тернопільської области України. Розташований у центрі села.
Оголошений пам'яткою монументального значення місцевого значення, охоронний номер 1125.

## Відомості
З ініціативи товстеньківської «Просвіти» в 1911 році встановлено пам'ятник на честь 100-річчя від дня його народження та двох причин. По-перше, у студентські роки Маркіян Шашкевич перебував у селі під час канікул у свого друга Чачковського. По-друге, висока національна свідомість українських селян.
Фундаторами виступили місцеві просвітяни та українська громада Канади (зокрема емігранти з Товстого).
У 1986 році реставрований.

## Опис
Виготовлений із каменю-пісковику самодіяльними майстрами.
Розміри: обеліск із хрестом — 3 м, постамент — 0,8 м.